# Florian Vogel (Koch)
Florian Vogel (* 13. April 1981 in Wilhelmshaven) ist ein deutscher Koch.

## Werdegang
Nach der Ausbildung kochte Vogel 2002 bei Alfons Schuhbeck in München, 2003 im Garden Restaurant im Bayerischen Hof in München und ab 2003 bei Feinkost Käfer in München. 2005 wechselte er zum Kastell in der Burg Wernberg bei Christian Jürgens in Wernberg-Köblitz (zwei Michelinsterne). 2007 wechselte er zum Königshof in München bei Martin Fauster und 2009 zu Victors Gourmet-Restaurant bei Christian Bau in Perl-Nennig (drei Michelinsterne) und erneut im Bayerischen Hof im Atelier & Garden Restaurant. Von 2010 bis 2011 kochte er im Restaurant Dallmayr bei Diethard Urbansky in München (zwei Michelinsterne).
2012 wurde er Küchenchef im Swiss Re in München.
Von April 2015 bis zur Schließung Ende 2024 war er Küchenchef in Camers Schlossrestaurant im Schloss Hohenkammer, als Nachfolger von Fritz Schilling. Das Restaurant wurde ab 2017 mit einem Michelinstern ausgezeichnet.
Im Juli 2025 wird Florian Vogel Küchenchef im Restaurant Staderer im Hotel Das Altmühltal in Eichstätt.

## Auszeichnungen
- Seit 2016: Ein Michelinstern für das in Camers Schlossrestaurant im Schloss Hohenkammer
- Seit 2023: 100 Best Chefs Germay, Rolling Pin[5]